# Seclusión

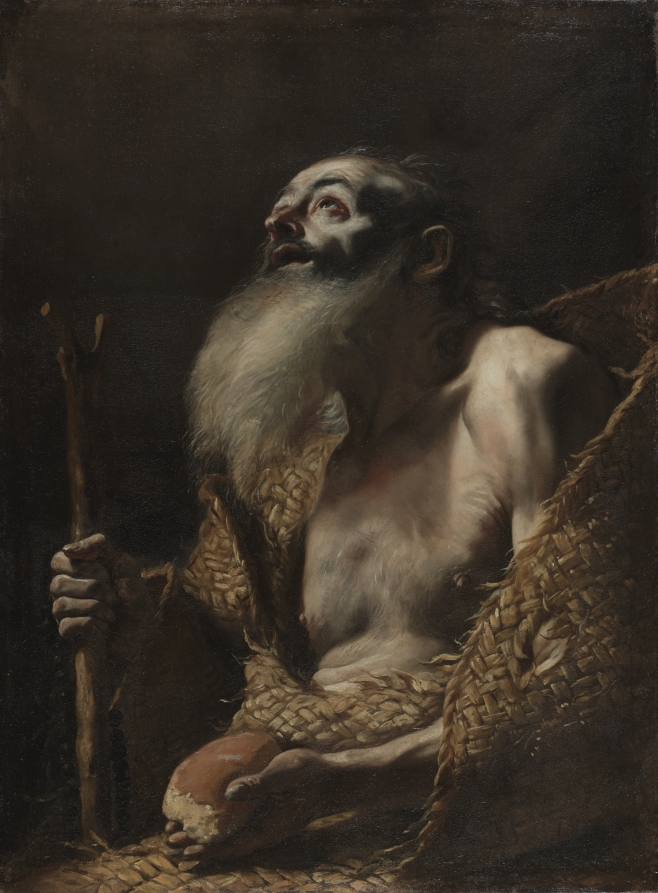
Representación de Pablo de Tebas, conocido como Pablo el ermitaño o Pablo el egipcio, venerado por la Iglesia católica y la Iglesia copta como el primer santo en llevar una vida seclusionaria.

La seclusión es la condición de un individuo cuando este pasa por un período de aislamiento y alejamiento de la comunidad. Una persona, una pareja o un grupo mayor, puede ir a un lugar secluído por privacidad o por la búsqueda de tranquilidad. Así como la seclusión puede ser física, también puede ser espiritual: esto se puede ejemplificar con la vida en los monasterios o en el ascetismo.

## Usos de la seclusión

### Seclusión social
En algunos casos, donde hay restricciones legales, religiosas o sociales para que dos personas tengan intimidad física, pueden establecerse restricciones para la convivencia en un lugar común. Ejemplo de ello son las escuelas tradicionales de la sharia islámica, donde 
hombres y mujeres no pueden estar solos en una sala o una casa. De este modo, la seclusión está dada por la obligación de no permanecer en privacidad.
Otro caso de seclusión social es el que se practica en hospitales y centros de rehabilitación. En este sentido, se secluye a los pacientes que requieren un tratamiento especial. Este tipo de táctica incluye las seclusiones de personas agitadas (pacientes psiquiátricos, por ejemplo) en una habitación tranquila, libre de estímulos, que contribuya a que la permanencia del individuo en tal sitio no se altere ni por el ambiente de este ni por otras perturbaciones que podrían resultar peligrosas y perjudiciales para la integridad de la persona, y para su recuperación.

### La seclusión espiritual en el islam
La seclusión islámica(en árabe: khalwat o khalwa) es la habilidad de remover la conciencia de lo exterior, y luego volver a conectarla. Significa estar exteriormente con gente mientras uno se mantiene interiormente con Dios. Se distinguen dos tipos de seclusión:
- La seclusión externa requiere que el seguidor se retire a un lugar privado sin gente. Al quedarse solo, se concentra y medita en el recuerdo de Alá (dikhr), para llegar a un estado en el que el dominio espiritual se hace manifiesto. Cuando encadena sus sentidos externos, sus sentidos internos estarán libres de alcanzar el dominio espiritual. Esto lo llevará a la segunda categoría: seclusión interna.

- La seclusión interior significa seclusión entre la gente. El corazón del seguidor debe estar presente con su Señor y ausente de las creaciones mientras se mantiene físicamente presente entre ellos. El seguidor estará tan profundamente envuelto en el recuerdo silencioso de Alá que, aunque entre en una multitud de personas, no escuchará sus voces: el estado de dikhr lo subyugará. La manifestación divina lo envolverá haciéndolo inconsciente de todo salvo de su propia seclusión.